# Густав Ремець
Густав Ремець (хорв. Gustav Remec, нар. 15 липня 1900, Сушак  — пом. 30 липня 1972, Нюрнберг) — югославський футболіст (півзахисник) і співак (тенор).

## Кар'єра футболіста
Дебютував у офіційному матчі в складі «Граджянскі» (Загреб) 20 липня 1924 року у грі чемпіонату Загреба проти «Конкордії». Виступав у команді до 1929 року. Входив до складу знаменитого тріо півзахисників клубу Рудольф Хитрець — Рудольф Рупець — Густав Ремець.
Дворазовий Чемпіон Югославії у складі «Граджянскі» у 1926 і 1928 роках. Багаторазовий чемпіон Загреба і володар кубка Загреба. Загалом у складі «Граджянскі» зіграв у 1924—1929 роках в офіційних іграх 71 матч і забив 1 м'яч. Серед них 13 матчів у чемпіонаті Югославії, 46 матчів у чемпіонаті Загреба, 11 матчів і 1 гол у кубку Загреба, 1 матч у кваліфікації до кубку Мітропи.
Виступав у складі збірної Загреба, за яку загалом зіграв 14 матчів. Зокрема, у 1924, 1925 і 1926 роках у складі збірної міста ставав переможцем кубка короля Олександра, турніру для збірних найбільших міст Югославії.
У кубку короля 1924 року загребська команда могла вилетіти уже в першому раунді, адже поступилась збірній Осієку. Проте, результат матчу був анульований через участь дискваліфікованого гравця. В 1/2 фіналу і фіналі збірна Загреба з однаковим рахунком 3:2 перемогла команди Любляни і Спліта. Наступного розіграшу 1925 року Загреб також у фіналі переграв Спліт з рахунком 3:1, а на попередніх стадіях переміг Любляну (3:1) і Белград (2:1). У першості 1926 року збірна Загреба переграла команди Сараєво (6:2) і Суботиці (4:3) без Ремця у складі, а ось у фіналі проти Белграда Густав виступав. Збірна Загреба перемогла 3:1 і таким чином втретє поспіль виграла турнір, що дозволило навічно залишити собі трофей, подарований тодішнім королем Олександром.
Третій титул чемпіона Югославія Рупець виграв у 1930 році, виступаючи у складі команди «Конкордія».

### Трофеї і досягнення
- Чемпіон Югославії: 1926, 1928, 1930
- Срібний призер чемпіонату Югославії: 1925
- Чемпіон футбольної асоціації Загреба: 1923-24, 1924-25, 1925-26, 1927-28
- Володар кубка Загреба: 1927
- Володар кубка короля Олександра: 1924, 1925, 1926

## Кар'єра співака
Ще будучи футболістом, Ремець брав приватні уроки співу. З 1932 року розпочав кар'єру співака. Його дебют на великій сцені відбувся навесні 1933 року в опереті «Країна усмішок» Франца Легара. Незабаром відправився на навчання у Дрезден. Неодноразово повертався до Загреба для виступів. Зокрема, у знаменитих оперетах Джакомо Пуччіні «Мадам Баттерфляй» і «Богема».